# Centret för samordning av katastrofberedskap
Centret för samordning av katastrofberedskap (engelska: Emergency Response Coordination Centre, ERCC) är en enhet inom Europeiska kommissionen för räddningsledning inom Europeiska unionen och tio associerade länder. Centret inrättades den 1 januari 2014 genom ett beslut av Europaparlamentet och Europeiska unionens råd.
Centret för samordning av katastrofberedskap är en del av generaldirektoratet för europeiskt civilskydd och humanitära biståndsåtgärder (Echo) i Bryssel, Belgien. Centret följer katastrofsituationers utveckling i hela världen. Det ansvarar också för unionens civilskyddsmekanism, som sedan 2001 är en överenskommelse om ömsesidig hjälp för unionens medlemsstater samt Albanien, Bosnien och Hercegovina, Island, Moldavien, Montenegro, Nordmakedonien, Norge, Serbien, Turkiet och Ukraina. Samarbete sker även med Kosovo.
Kontaktmyndighet i Sverige är Myndigheten för samhällsskydd och beredskap.